# Виш (Гольштейн)
Виш (нем. Wisch) — община в Германии, в земле Шлезвиг-Гольштейн.
Входит в состав района Плён. Подчиняется управлению Пробстай. Население составляет 742 человека (на 31 декабря 2010 года). Занимает площадь 9,18 км².